# Уэлти, Рон
Рональд «Рон» Уэлти (англ. Ronald «Ron» Welty, родился 1 февраля 1971 года в Лонг-Бич, Калифорния) — бывший барабанщик американской панк-рок группы The Offspring. Играл в группе с июля 1987 года по март 2003 года.

## Музыкальная карьера
Уэлти пришёл в The Offspring на смену барабанщику Джеймсу Лилья, на тот момент Рону было всего 16 лет. С The Offspring он записал первые шесть альбомов Offspring, Ignition, Smash, Ixnay on the Hombre, Americana, и Conspiracy of One. Рон покидает The Offspring в то время, когда группа начинает записывать альбом Splinter (альбом вышел в декабре 2003 года). Его уход из группы был объявлен 18 марта 2003 года на официальном сайте The Offspring. Рон заявил: 

После более чем 15 замечательных лет участия с Offspring я решил уйти, чтобы посвятить всю свою энергию новому проекту под названием Steady Ground. Я желаю Декстеру, Нудлзу и Грегу удачи в продвижении группы, а мне пора сосредоточиться на своей собственной группе.Оригинальный текст (англ.)After more than 15 great years with The Offspring I've decided to leave to devote all my energies on a new project called Steady Ground. I wish Dexter, Noodles and Greg the best of luck moving forward and it's time for me to focus on my own thing. 
После ухода из The Offspring Рон создал свою группу  Steady Ground, в которой он играл на барабанах и был сопродюсером. 26 февраля 2006 года Steady Ground выпустили три демо на MySpace: «Everyone’s Emotional», «I Can’t Contain Myself» и «You Better Close Your Eyes». Но в 2007 году группа прекращает существование.
В сентябре 2020 года Уэлти подал в суд на The Offspring с требованием выплатить ему 35 миллионов долларов. Он заявил, что Декстер Холланд пытался «свести на нет» его вклад в классическую эпоху рок-групы, в том числе не выплатив причитающуюся ему долю от продажи прав The Offspring. Однако в марте 2023 года суд отклонил иск Уэлти, назвав некоторые из его утверждений «совершенно нелогичными», и в окончательном решении судья написал: «Судебное решение вынесено в пользу ответчиков Offspring Inc. Истец Рон Уэлти ничего не получит».